# Davide Moscardelli
Davide Moscardelli (Mons, 3 de fevereiro de 1980) é um ex-futebolista profissional ítalo-belga que atuava como atacante. Seu último clube foi o Pisa.

## Biografia
Natural de Mons, Davide é filho de um soldado da Força Aérea Italiana que estava em uma missão na Bélgica. Ainda criança retornou, junto com sua família, a Itália, mais precisamente a Roma, a cidade de origem dos seus pais. Foi na Itália onde deu seus primeiros passos como jogador profissional de futebol. Ele tem um irmão mais velho que atuou como atacante de times de futebol amador.
É casado com Guendalina Tobia, com quem teve dois filhos: Francesco e Mattia. Seu casamento aconteceu no dia 5 de dezembro de 2011, em Verona. tendo como uma das testemunhas de seu casamento o meio-campista Francesco Valiani, antigo companheiro de equipe no Rimini.
Em fevereiro de 2014, ele foi garoto-propaganda de uma campanha contra a homofobia. Podemos chutar a homofobia, aqueles que ligam levantam a cara, promovida pela casa de apostas irlandesa Paddy Power, pela Fundação Candido Cannavò e pelas associações dos direitos homossexuais: Arcigay e Arcilesbica.

## Características técnicas
Atacante canhoto, móvel, fisicamente forte e também dotado de uma excelente técnica individual; pode ser usado como centro-avante. Entretanto, figura com mais frequência na posição de segundo atacante. Sua capacidade de jogar em toda a frente de ataque se deve principalmente pela sua capacidade de arremate a longas distâncias, suas acrobacias e seu oportunismo.